# 新田高尾町
新田高尾町（にったたかおちょう）は、群馬県太田市にある地名（町丁）。郵便番号は370-0334。

## 概要
木崎地区にある町丁。

## 地理
中央に石田川が流れている。

### 新田高尾町内の区
新田高尾町（木崎地区）の行政区の一覧。
| 地区     | 行政区       | 読み               | 区域                               |
| -------- | ------------ | ------------------ | ---------------------------------- |
| 木崎地区 | 中江田北高尾 | えかえだきたたかお | 新田下江田町、新田中江田町の各一部 |

### 近隣町丁
- 新田上田中町
- 新田下田中町
- 下角田町
- 新田中江田町
- 新田上江田町

## 世帯数と人口
2022年（令和4年）3月31日現在の世帯数と人口は以下の通りである。
| 町丁       | 世帯数 | 人口  |
| ---------- | ------ | ----- |
| 新田高尾町 | 48世帯 | 123人 |

## 小・中学校の学区
市立小・中学校に通う場合、学区は以下の通りとなる。
| 番地                 | 小学校             | 中学校             |
| -------------------- | ------------------ | ------------------ |
| 中江田北高尾（全域） | 太田市立木崎小学校 | 太田市立木崎中学校 |

## 交通

### 鉄道
町内に鉄道は通っていない。

### 道路
- 群馬県道69号大間々世良田線